# Arico Suárez
Arico Suárez, właśc. Pedro Bonifacio Suárez Pérez, pseud. Grallega (ur. 5 czerwca 1908 w Santa Brígidzie, zm. 18 kwietnia 1979 w Buenos Aires) – argentyński piłkarz pochodzenia hiszpańskiego. Lewy pomocnik, w czasie kariery zawodniczej miał 167 cm i ważył 65 kg.
Jako piłkarz klubu Boca Juniors wraz z reprezentacją Argentyny wziął udział w finałach mistrzostw świata w 1930 roku, gdzie Argentyna zdobyła wicemistrzostwo świata. Grał na przemian na tej samej pozycji z Rodolfo Orlandinim. Zagrał w dwóch meczach – z Francją i Urugwajem.
Był jednym z rekordzistów wielkich derbów argentyńskich między klubami Boca Juniors a River Plate, w których wystąpił aż 19 razy.
Nigdy nie wziął udziału w turnieju Copa América.